# Equisetopsida
Die Equisetopsida (in paläobotanischer Literatur auch Sphenopsida genannt) sind eine Klasse der Gefäßpflanzen. Die Equisetopsida haben ihren Ursprung im Devon, ihre größte Vielfalt in den Steinkohlenwäldern des Karbon und sind rezent jedoch nur noch durch die Schachtelhalme vertreten.

## Merkmale
Mitglieder der Equisetopsida zeichnen sich durch in Nodi mit dazwischenliegenden Internodien gegliederte Stängel aus. Die Stämme einiger fossiler Gruppen, etwa der Kalamiten der Steinkohlenwälder, waren verholzt und erreichten Wuchshöhen von bis zu 30 Metern und 1 Meter Stammdurchmesser, während andere Gruppen eher krautig waren und deutlich kleiner blieben. Die Stämme sind meist innen hohl. Die Internodien sind m. o. w. deutlich gerippt, was den Verlauf von Leitbündeln widerspiegelt. Die Stämme entspringen einem Rhizom, das an den Knoten Adventivwurzeln ausbildet.
Die Blätter sind stets wirtelig angeordnet. Bei den Schachtelhalmen sind die Blätter pfriemlich (Mikrophylle), während die Keilblattgewächse meist keilartig verbreiterte Blätter mit sich verzweigenden Blattadern aufwiesen.
Die Sporen werden in Sporangien gebildet, die in Sporangienträgern stehen und meist zapfenartig als Strobili angeordnet sind. Die Sporangien sind entweder in eigens dafür ausgebildeten Sprossen (Sporophylle) und separat von den photosynthetisch aktiven Trophophyllen (z. B. Schachtelhalme) oder als „Blüte“ am Ende der Trophophylle (z. B. Bowmanites-Typ). Die Sporangienstände waren bei einigen fossilen Arten entweder heterospor oder isospor (so auch den rezenten Schachtelhalmen).

## Systematik

### Äußere Systematik
Die Equisetopsida sind Teil der Farne im engeren Sinne („Monilophyten“, unter Ausschluss der früher zu den Farnpflanzen gerechneten Bärlapppflanzen) und Schwestergruppe zu einer Klade, die zwei artenarme Reliktgruppen die Psilotopsida mit den Gabelblattgewächsen (Psilotaceae) und den Natternzungengewächsen (Ophioglossaceae), die Marattiopsida mit der einzigen Familie Marattiaceae, sowie die artenreicheren Echten Farne umfasst. Die Stellung der Equisetopsida war dabei längere Zeit umstritten, frühere Untersuchungen sahen sie teilweise als Schwestergruppe der Maratticeae oder auch der Echten („leptosporangiaten“) Farne. Die heutige Platzierung wird durch morphologische Untersuchungen (auch unter Verwendung fossiler Taxa) und durch genetische Untersuchungen unterstützt.
|  | Psilotopsida                                                                   |
|  |                                                                                |
|  | \| \| Marattiopsida \| \| \| \| \| \| Echte Farne (Polypodiopsida) \| \| \| \| |
|  |                                                                                |
|  | Marattiopsida                                                                  |
|  |                                                                                |
|  | Echte Farne (Polypodiopsida)                                                   |
|  |                                                                                |

|  | Marattiopsida                |
|  |                              |
|  | Echte Farne (Polypodiopsida) |
|  |                              |

|  | Psilotopsida                                                                   |
|  |                                                                                |
|  | \| \| Marattiopsida \| \| \| \| \| \| Echte Farne (Polypodiopsida) \| \| \| \| |
|  |                                                                                |
|  | Marattiopsida                                                                  |
|  |                                                                                |
|  | Echte Farne (Polypodiopsida)                                                   |
|  |                                                                                |

|  | Marattiopsida                |
|  |                              |
|  | Echte Farne (Polypodiopsida) |
|  |                              |

|  | Psilotopsida                                                                   |
|  |                                                                                |
|  | \| \| Marattiopsida \| \| \| \| \| \| Echte Farne (Polypodiopsida) \| \| \| \| |
|  |                                                                                |
|  | Marattiopsida                                                                  |
|  |                                                                                |
|  | Echte Farne (Polypodiopsida)                                                   |
|  |                                                                                |

|  | Marattiopsida                |
|  |                              |
|  | Echte Farne (Polypodiopsida) |
|  |                              |

|  | Psilotopsida                                                                   |
|  |                                                                                |
|  | \| \| Marattiopsida \| \| \| \| \| \| Echte Farne (Polypodiopsida) \| \| \| \| |
|  |                                                                                |
|  | Marattiopsida                                                                  |
|  |                                                                                |
|  | Echte Farne (Polypodiopsida)                                                   |
|  |                                                                                |

|  | Marattiopsida                |
|  |                              |
|  | Echte Farne (Polypodiopsida) |
|  |                              |

|  | Psilotopsida                                                                   |
|  |                                                                                |
|  | \| \| Marattiopsida \| \| \| \| \| \| Echte Farne (Polypodiopsida) \| \| \| \| |
|  |                                                                                |
|  | Marattiopsida                                                                  |
|  |                                                                                |
|  | Echte Farne (Polypodiopsida)                                                   |
|  |                                                                                |

|  | Marattiopsida                |
|  |                              |
|  | Echte Farne (Polypodiopsida) |
|  |                              |

|  | Psilotopsida                                                                   |
|  |                                                                                |
|  | \| \| Marattiopsida \| \| \| \| \| \| Echte Farne (Polypodiopsida) \| \| \| \| |
|  |                                                                                |
|  | Marattiopsida                                                                  |
|  |                                                                                |
|  | Echte Farne (Polypodiopsida)                                                   |
|  |                                                                                |

|  | Marattiopsida                |
|  |                              |
|  | Echte Farne (Polypodiopsida) |
|  |                              |

|  | Psilotopsida                                                                   |
|  |                                                                                |
|  | \| \| Marattiopsida \| \| \| \| \| \| Echte Farne (Polypodiopsida) \| \| \| \| |
|  |                                                                                |
|  | Marattiopsida                                                                  |
|  |                                                                                |
|  | Echte Farne (Polypodiopsida)                                                   |
|  |                                                                                |

|  | Marattiopsida                |
|  |                              |
|  | Echte Farne (Polypodiopsida) |
|  |                              |

|  | Psilotopsida                                                                   |
|  |                                                                                |
|  | \| \| Marattiopsida \| \| \| \| \| \| Echte Farne (Polypodiopsida) \| \| \| \| |
|  |                                                                                |
|  | Marattiopsida                                                                  |
|  |                                                                                |
|  | Echte Farne (Polypodiopsida)                                                   |
|  |                                                                                |

|  | Marattiopsida                |
|  |                              |
|  | Echte Farne (Polypodiopsida) |
|  |                              |

### Innere Systematik
Die innere Systematik ist uneinheitlich in der Literatur, da die meisten Gruppen nur fossil vorliegen. Taylor et al. 2009 unterscheiden drei Untergruppen:
- Pseudoborneales (Devon)
- Keilblattgewächse [Sphenophyllales] (Devon bis Trias)
- Equisetales (Devon bis rezent)
  - Calamitaceae
  - Tchernoviaceae
  - Gondwanastachyaceae
  - Equisetaceae

#### Pseudoborneales
Die Pseudoborneales sind monotypisch (nur Pseudobornia ursina). Pseudobornia bildete bis zu 30 m hohe gegliederte, verholzte, hohle Stämme aus. In der ersten Verzweigungsordnung bildeten sich nur 1 bis 2 Äste pro Knoten, die in der zweiten Verzweigungsordnung kreuzgegenständig (dekussiert) und schließlich pseudozweizeilig angeordnet waren. Die Blätter werden nur in den finalen Verzweigungen gebildet und sind in Vierer-Wirteln angeordnet. Jedes Blatt besteht aus einem zweifach gabelig geteilten Blattstiel und entsprechend vier stark zerschlitzten Blattspreiten. Die fertilen Abschnitte sitzen am Ende der primären Äste und bilden Sporangienträger aus. Die Sporangien sind heterospor. Die systematische Stellung der Pseudoborneales ist unklar, durch ihr Alter können sie jedoch als Vertreter der Ur-Equisetopsida gelten.

#### Keilblattgewächse
Die Keilblattgewächse lassen sich zwar bereits im späten Devon nachweisen, jedoch werden sie erst im Unterwuchs der Steinkohlenwälder im Karbon sehr häufig und lassen sich bis in Trias nachweisen. Es sind krautige Pflanzen, deren Wuchs als kriechend bis klimmend interpretiert wird. Die Sprosse verzweigen sich gabelig und tragen durch die triarchen Leitbündel 6-9(-18) Blätter pro Wirtel. Die Blätter haben sich gabelig verzweigende Blattadern und eine meist keilartige Form, woher sich die Benennung der Ordnung herleitet. Die Sporangien sind locker in Strobili angeordnet oder zapfenartig und stets isospor.

#### Equisetales

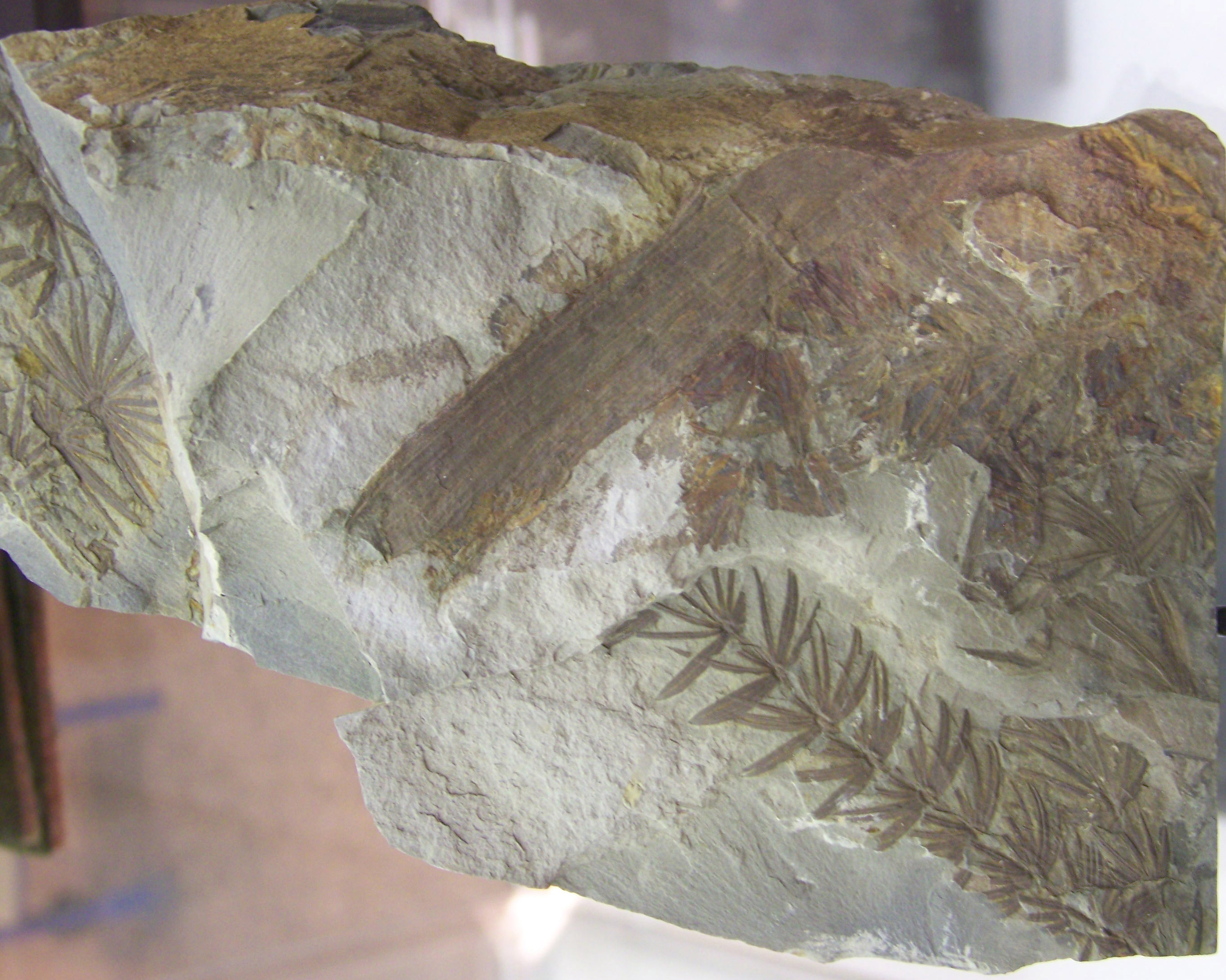
Calamitaceae: Stängelabschnitt und Blättern vom Asterophyllites-Typ

Ebenso wie die Keilblattgewächse treten die ersten Vertreter der Equisetales, die Kalamiten im späten Devon auf, werden aber erst im Karbon dominant und dort baumartig. Die Kalamiten verschwinden jedoch bereits im Perm, während Tchernoviaceae und Gondwanastachyaceae bis in die Kreidezeit zu finden sind und Equisetaceae bis heute existieren.
Die Calamitaceae sind baumartig wachsende Pflanzen mit hohlen verzweigten Stämmen. Die Blätter sind lanzettlich bis nadelig in Wirteln angeordnet. Die Sporangien sind isospor oder heterospor und stehen zapfenartig in Sporangienträgern über Tragblättern (Brakteen).
Tchernoviaceae und Gondwanastachyaceae bilden isospore Sporangien nicht in Strobili aus, sondern in fertilen Internodien, in denen die Sporangien in tischförmigen Sporangienträgern stehen.
Bei den Equisetaceae sind die Blätter scheidenartig und pfriemlich mit maximal einer Blattader pro Blättchen (Mikrophyll). Sie bilden zapfenartige Strobili ohne Tragblätter aus, in denen Sporangien in tischförmigen Sporangienträgern stehen. Fossile Equisetaceae werden oft als Equisetites eingeordnet, während die rezenten allesamt der Gattung Equisetum angehören.

## Belege und weiterführende Informationen